# Euryphlepsia cocos
Euryphlepsia cocos är en insektsart som beskrevs av Frederick Arthur Godfrey Muir 1924. Euryphlepsia cocos ingår i släktet Euryphlepsia och familjen kilstritar. Inga underarter finns listade i Catalogue of Life.